# Исследование с контролируемым инфицированием
Исследование с контролируемым инфицированием — клиническое исследование, основанное на целенаправленном заражении здоровых людей-добровольцев той инфекцией, средство (обычно вакцина) против которой исследуется. Такое исследование нарушает принцип «не навреди», но позволяет получить ценные данные в короткие сроки и в контролируемых условиях.
Исследования с контролируемым инфицированием, удовлетворяющие современным требованиям к безопасности и информированному согласию участников, медленно входят в медицинскую практику, начиная со второй половины 1970-х годов, хотя и остаются редкими. К 2010-м годам стали использоваться более 20 протоколов для таких исследований, включающие заражение патогенами, которые вызывают малярию, грипп и другие заболевания.
Основные возражения против исследований с контролируемым заражениям обычно основываются на этических соображениях. Дискуссия вокруг этого подхода интенсифицировалась на фоне пандемии COVID-19 и работы над вакцинами против этого заболевания. Противники исследований с контролируемым инфицированием сомневаются в ценности данных, полученных только на молодых здоровых участниках исследований, сторонники же указывают, что если есть значимый шанс помочь разработке эффективных вакцин, то этика как раз требует по возможности ускорить проведение исследований с контролируемым инфицированием, поскольку это может сократить количество жертв пандемии.